# Opsiphanes cassina
Opsiphanes cassina is een vlinder uit de familie Nymphalidae. De wetenschappelijke naam van de soort is voor het eerst geldig gepubliceerd in 1862 door Felder.

## Verspreiding en leefgebied
Deze vlindersoort komt voor van Mexico tot in het Amazonegebied.

## Leefwijze
De vlinder drink de sappen van rottende en overrijpe vruchten.

## De rups en zijn waardplanten
De waardplant is de kokospalm en andere palmen. Op kokospalmplantages kunnen de rupsen grote schade aanrichten. De lichtgroene rupsen hebben een gevorkte staart.